# Herstal
Herstal (valonă Hèsta) este o comună francofonă din regiunea Valonia din Belgia. Comuna este formată din localitățile Herstal, Liers, Milmort și Vottem și este situată în aglomerația orașului Liège. Suprafața totală a comunei este de 23,54 km². La 1 ianuarie 2008 comuna avea o populație totală de 37.685 locuitori. 
În localitate este situat sediul companiei FN Herstal (Fabrique Nationale de Herstal), unul dintre marii producători mondiali de armament. 

## Localități înfrățite
- Italia: Castelmauro;
- Scoția: Kilmarnock;
- Franța: Alès.